# Meadowlands (episodio de Los Soprano)
"Meadowlands" es el cuarto episodio de la serie de HBO Los Soprano. Fue escrito por Jason Cahill y dirigido por John Patterson. El capítulo fue estrenado el 31 de enero de 1999 en Estados Unidos.

## Protagonistas
- James Gandolfini como Tony Soprano.
- Lorraine Bracco como Dr. Jennifer Melfi
- Edie Falco como Carmela Soprano.
- Michael Imperioli como Christopher Moltisanti.
- Dominic Chianese como Corrado Soprano, Jr.
- Vincent Pastore como Pussy Bonpensiero.
- Steven Van Zandt como Silvio Dante.
- Tony Sirico como Paulie Gualtieri.
- Robert Iler como Anthony Soprano, Jr.
- Jamie-Lynn Sigler como Meadow Soprano.
- y Nancy Marchand como Livia Soprano.

### Protagonistas invitados
- John Heard como Vin Makazian.
- Jerry Adler como Hesh Rabkin.
- Michael Rispoli como Jackie Aprile, Sr.
- Mark Blum como Randall Curtin.

#### Otros protagonistas
| - Al Sapienza como Mikey Palmice. - Anthony DeSando como Brendan Filone. - Drea de Matteo como Adriana. - Tony Darrow como Larry Boy Barese. - George Loros como Raymond Curto. - Joe Badalucco, Jr. como Jimmy Altieri. - Sharon Angela como Rosalie Aprile. - John Arocho como Kid #2. - Oksana Lada como Irina Peltsin. - Michael Buscemi como Lewis Pantowski. - T.J. Coluca como Jeremy Piocosta. | - Michele DeCesare como Hunter Scangarelo. - Guillermo Diaz como vendedor. - Daniel Hilt como chico #3. - Ray Michael Karl como profesor. - Theresa Lynn como Estríper. - Shawn McLean como Yo Yo Mendez. - Annika Pergament como jefa de noticias. - Sal Petraccione como George Piocosta. - James Spector como chico #1. - Corrine Stella como mujer. - Anthony Tavaglione como Lance. |

## Primeras apariciones
- Vin Makazian: Un detective de policía corrupto del condado de Essex que es confidente de Tony.
- Larry Boy Barese, Jimmy Altieri y Ray Curto: Capos en la familia criminal DiMeo/Soprano.

## Fallecidos
- Jackie Aprile, Sr: fallecido a causa del cáncer de estómago que padecía durante meses.